# Adam Hofman

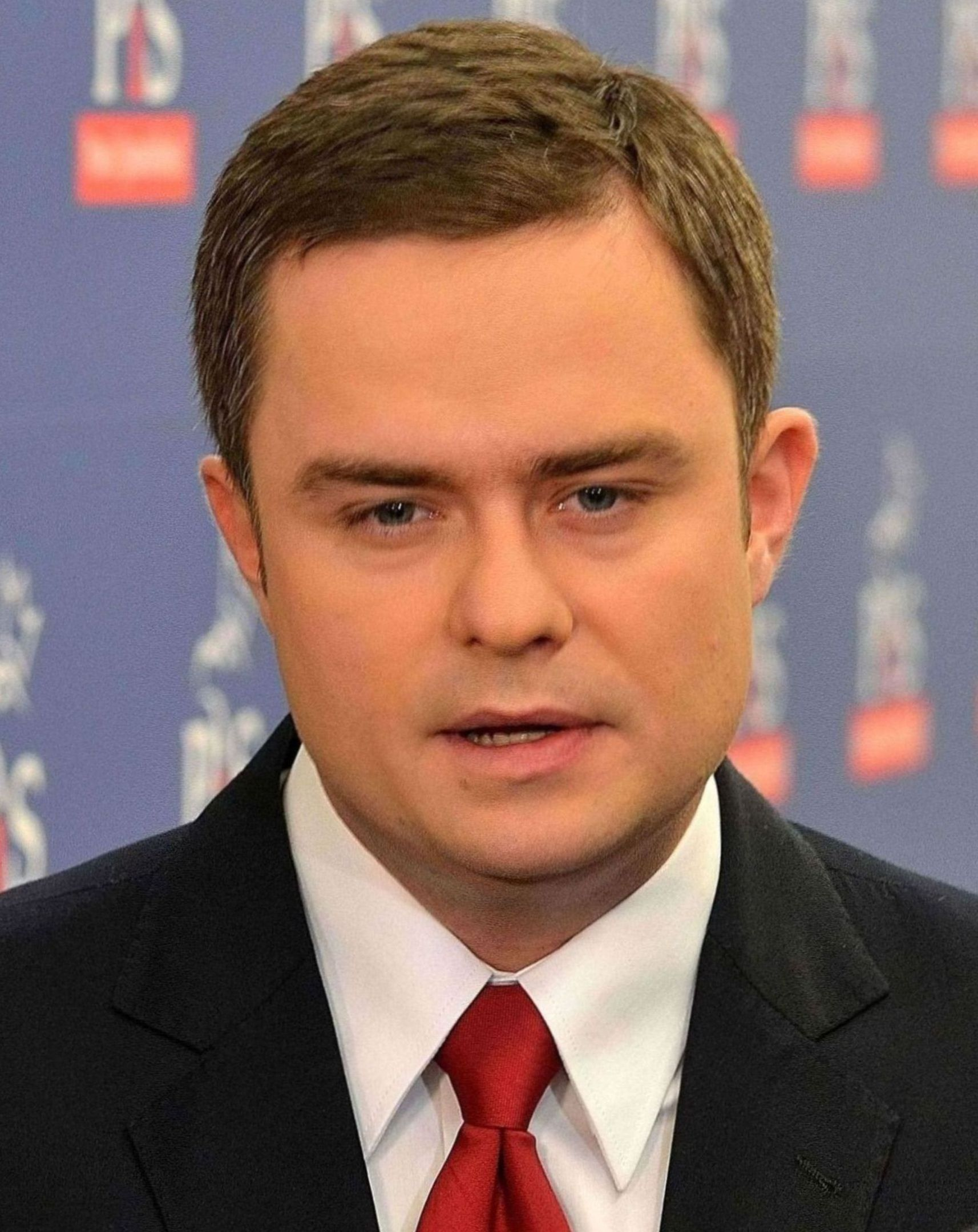
Adam Hofman (2013)

Adam Hofman (* 23. Mai 1980 in Kalisz) ist ein polnischer Politiker und Geschäftsmann. Von 2005 bis 2015 gehörte er als Abgeordneter der Partei PiS dem Sejm in dessen V., VI. und VII. Wahlperiode an.

## Leben und Beruf
Hofman bestand das Abitur am IV. Allgemeinbildenden Gymnasium in Kalisz und studierte anschließend Politologie an der Universität Breslau. Während des Studiums war er Mitglied des Studentenverbandes NZS. Er war Berater des Stellvertretenden Stadtpräsidenten von Wrocław und arbeitete für den Untersuchungsausschuss des Sejms zum Lobbing-Gesetz.
Nach seinem Ausscheiden aus dem Sejm gründete Hofman 2015 eine PR-Agentur, die Aufträge aus Politik und Wirtschaft annimmt.

## Politik
2004 kandidierte Hofman ohne Erfolg auf der Liste der Prawo i Sprawiedliwość (PiS) für das Europäische Parlament. Von 2005 bis 2011 leitete er die PiS-Jugendorganisation Forum Młodych PiS. Bei den Parlamentswahlen 2005 wurde er für den Wahlkreis Konin in den Sejm gewählt. 2007 wurde er zum Vorsitzenden des Untersuchungsausschusses für Banken und die Bankenaufsicht gewählt. Bei den Sejmwahlen 2007 wurde er mit 15.824 Stimmen für die PiS als Abgeordneter bestätigt. Im selben Jahr übernahm er das Amt des Parteisprechers. Er galt als Vertrauter des PiS-Vorsitzenden Jarosław Kaczyński. Bei der Europawahl 2009 kandidierte er erneut erfolglos. Stattdessen wurde er bei der Parlamentswahl 2011 erneut in den Sejm gewählt. Im November 2011 wurde er in den politischen Ausschuss der PiS gewählt. Im Juli 2012 übernahm er den Vorsitz der PiS in Konin.
Im November 2014 wurde er aus der PiS ausgeschlossen. Polnische Medien beschuldigten Hofman sowie seine beiden Fraktionskollegen Mariusz Antoni Kamiński und Adam Rogacki, Spesenbetrug begangen zu haben: Die Drei hatten in ihrer Spesenrechnung für die Teilnahme an Sitzungen der Parlamentarischen Versammlung des Europarats in Madrid jeweils die Anfahrt im Privat-PKW angegeben und entsprechendes Kilometergeld in Rechnung gestellt. In Wirklichkeit aber waren sie mit der Billiglinie Ryanair geflogen. Die Ticketpreise lagen den Berichten zufolge deutlich unter den für die angeblichen Autofahrten veranschlagten Kosten. Überdies berichteten die Medien, dass Hofman überhaupt nicht an den Sitzungen der Konferenz teilgenommen habe, zu der ihn seine Partei abgeordnet hatte; er habe lediglich die Anwesenheitsliste unterschrieben, dann aber den Tagungsort wieder verlassen. Mit dem Ende der Wahlperiode 2015 schied er aus dem Sejm aus.